# Pia Zerkhold
Pia Zerkhold (* 26. Oktober 1998 in Wiener Neustadt, Niederösterreich) ist eine österreichische Snowboarderin. Sie gehört aktuell dem A-Kader des Österreichischen Skiverbandes an und ist auf die Disziplin Snowboardcross spezialisiert.

## Biografie

### Jugend und Europacup
Die aus Scheibbs stammende Pia Zerkhold begann im Kindesalter mit dem Skifahren und probierte später das Snowboarden aus. Als Schülerin des Gymnasiums Wieselburg nahm sie im Alter von 13 Jahren erstmals an einem Snowboardcross-Rennen teil. Nach Gewinn von Schülermeisterschaften auf Landes- und Bundesebene wurde sie in den niederösterreichischen Landeskader aufgenommen und wechselte an die Skihandelsschule Schladming. Zwei Jahre später folgte die Aufnahme in den ÖSV-Kader. Seit 2019 ist sie Leistungssportlerin beim Österreichischen Bundesheer.
Zerkhold bestritt im Alter von 15 Jahren am Hochficht ihr erstes FIS-Rennen. Ein Jahr später konnte sie im Rahmen des Europäischen Olympischen Jugendfestivals im Montafon einen ersten größeren Erfolg feiern. Nach Rang 13 im Einzel gewann sie im Teambewerb an der Seite von Andreas Kroh die SBX-Silbermedaille. Im darauffolgenden März gab sie in Lenk ihr Europacup-Debüt. Am selben Ort erreichte sie zwei Jahre später ihren ersten Podestplatz auf diesem Niveau. Bei den Olympischen Jugendspielen in Sotschi erreichte sie das Halbfinale und wurde Achte, bei den Juniorenweltmeisterschaften in Rogla belegte sie Rang 39. Bei den folgenden Juniorenweltmeisterschaften in Klinovec und Cardrona verbesserte sie sich auf die Plätze 25 und zehn. In den folgenden Wintern gelangen ihr mehrere Podestplätze im Europacup.

### Weltcup und Großereignisse
Am 17. Dezember 2017 gab Pia Zerkhold im Teambewerb im Montafon ihr Weltcup-Debüt und belegte gemeinsam mit Christine Holzer Platz sechs. In der Saison 2020/21 erreichte sie mit den Rängen acht und neun in Chiesa in Valmalenco ihre ersten Spitzenresultate. Bei ihren ersten Weltmeisterschaften in Idre wurde sie 24. im Einzel und mit Jakob Dusek Siebente im Teambewerb. Ende November 2021 schaffte sie es in China erstmals in ein großes Weltcup-Finale und wurde Vierte. Dieses Ergebnis wiederholte sie zwei Monate später in Cortina d’Ampezzo. Bei den Olympischen Spielen von Peking schied sie im Einzel im Achtelfinale aus und belegte Platz 25, im Team scheiterte sie gemeinsam mit Olympiasieger Alessandro Hämmerle im Viertelfinale.
Bei ihren zweiten Weltmeisterschaften in Bakuriani belegte sie im Einzelrennen Rang 13. An der Seite des Weltmeisters Jakob Dusek gewann sie im Teambewerb die Silbermedaille.

## Erfolge

### Olympische Spiele
- Peking 2022: 13. Snowboardcross Team, 25. Snowboardcross

### Weltmeisterschaften
- Idre Fjäll 2021: 7. Snowboardcross Team, 24. Snowboardcross
- Bakuriani 2023: 2. Snowboardcross Team, 13. Snowboardcross
- Engadin 2025: 14. Snowboardcross Team, 20. Snowboardcross

### Weltcupwertungen
| Saison  | Snowboardcross | Snowboardcross |
| Saison  | Platz          | Punkte         |
| ------- | -------------- | -------------- |
| 2017/18 | 44.            | 176            |
| 2018/19 | 34.            | 112            |
| 2019/20 | 33.            | 175            |
| 2020/21 | 13.            | 183            |
| 2021/22 | 6.             | 273            |
| 2022/23 | 9.             | 229            |
| 2023/24 | 13.            | 260            |
| 2024/25 | 10.            | 296            |

### Juniorenweltmeisterschaften
- Rogla 2016: 39. Snowboardcross
- Klinovec 2017: 25. Snowboardcross
- Cardrona 2018: 10. Snowboardcross

### Weitere Erfolge
- 5 Podestplätze im Europacup
- Silber im Teamwettbewerb beim Europäischen Olympischen Jugendfestival 2015
- Österreichische Vizemeisterin im Snowboardcross 2021
- 3 Siege in FIS-Rennen